# Atletisme als Jocs Olímpics d'Estiu de 1920 - 110 metres tanques masculins
Els 110 metres tanques masculins va ser una de les proves del programa d'atletisme disputades durant els Jocs Olímpics d'Anvers de 1920. La prova es va disputar entre el 17 i el 18 d'agost de 1920 i hi van prendre part 24 atletes de 15 nacions diferents.

## Medallistes
| Or                 | Plata               | Bronze                |
| Earl Thomson (CAN) | Harold Barron (USA) | Frederic Murray (USA) |

## Rècords
Aquests eren els rècords del món i olímpic que hi havia abans de la celebració dels Jocs Olímpics de 1920.
| Rècord del Món | 15.0" | Forrest Smithson | Londres (GBR) | 25 de juliol de 1908 |
| Rècord Olímpic | 15.0" | Forrest Smithson | Londres (GBR) | 25 de juliol de 1908 |

En les semifinals Harold Barron i Earl Thomson van igualar el rècord olímpic i del món, amb un temps de 15.0 segons. En la final Earl Thomson va establir un nou rècord del món amb 14.8 segons.

## Resultats

### Sèries
- (Entre parèntesis temps estimat)

| Pos. | Atleta              | Nació        | Temps  |
| ---- | ------------------- | ------------ | ------ |
| 1    | Daciano Colbachini  | Itàlia       | 15"6   |
| 2    | Harry Wilson        | Nova Zelanda | (15"8) |
| 3    | Georg Lindström     | Suècia       | (15"9) |
| 4    | Wilfred Kent-Hughes | Austràlia    | ND     |

| Pos. | Atleta          | Nació          | Temps  |
| ---- | --------------- | -------------- | ------ |
| 1    | Harold Barron   | Estats Units   | 15"2   |
| 2    | Earl Thomson    | Canadà         | (15"4) |
| 3    | Gösta Holmér    | Suècia         | ND     |
| 4    | František Marek | Txecoslovàquia | ND     |

| Pos. | Atleta               | Nació        | Temps |
| ---- | -------------------- | ------------ | ----- |
| 1    | Frederic Murray      | Estats Units | 15"8  |
| 2    | George Gray          | Regne Unit   | ND    |
| 3    | Henri Bernard        | França       | ND    |
| 4    | René Joannes-Powell  | Bèlgica      | ND    |
| 5    | Dimitrios Andronidas | Grècia       | ND    |

| Pos. | Atleta         | Nació      | Temps |
| ---- | -------------- | ---------- | ----- |
| 1    | Henri Thorsen  | Dinamarca  | 16"8  |
| 2    | William Hunter | Regne Unit | ND    |
| -    | Willi Moser    | Suïssa     | Ab.   |

| Pos. | Atleta        | Nació          | Temps |
| ---- | ------------- | -------------- | ----- |
| 1    | William Yount | Estats Units   | 15"6  |
| 2    | Göran Hultin  | Suècia         | ND    |
| 3    | Harold Jeppe  | Sud-àfrica     | ND    |
| 4    | Adolf Reich   | Txecoslovàquia | ND    |

| Pos. | Atleta                   | Nació         | Temps |
| ---- | ------------------------ | ------------- | ----- |
| 1    | Walker Smith             | Estats Units  | 15"8  |
| 2    | Carl-Axel Christiernsson | Suècia        | ND    |
| 3    | Oscar van Rappard        | Països Baixos | ND    |
| 4    | Eric Dunbar              | Regne Unit    | ND    |

### Semifinals
| Pos. | Atleta         | Nació        | Temps   |
| ---- | -------------- | ------------ | ------- |
| 1    | Harold Barron  | Estats Units | 15"0 OR |
| 2    | Walker Smith   | Estats Units | (15"2)  |
| 3    | Harry Wilson   | Nova Zelanda | (15"3)  |
| 4    | Henri Thorsen  | Dinamarca    | ND      |
| 5    | William Hunter | Regne Unit   | ND      |
| 6    | Göran Hultin   | Suècia       | ND      |

| Pos. | Atleta              | Nació        | Temps   |
| ---- | ------------------- | ------------ | ------- |
| 1    | Earl Thomson        | Canadà       | 15"0 OR |
| 2    | Frederic Murray     | Estats Units | (15"2)  |
| 3    | C.A. Christiernsson | Suècia       | (15"2)  |
| 4    | George Gray         | Regne Unit   | ND      |
| 5    | William Yount       | Estats Units | ND      |
| 6    | Daciano Colbachini  | Itàlia       | ND      |

### Final
| Pos. | Atleta              | Nació        | Temps oficial | Temps oficiós |
| ---- | ------------------- | ------------ | ------------- | ------------- |
| 1    | Earl Thomson        | Canadà       | 14"8 WR       |               |
| 2    | Harold Barron       | Estats Units |               | 15"1          |
| 3    | Frederic Murray     | Estats Units |               | 15"1          |
| 4    | Harry Wilson        | Nova Zelanda |               | 15"2          |
| 5    | Walker Smith        | Estats Units |               | 15"3          |
| 6    | C.A. Christiernsson | Suècia       |               | 15"3          |